# テオ・マレドン
テオ・ルイス・マレドン（Théo Louis Maledon、2001年6月12日 - ）は、フランスのルーアン出身のプロバスケットボール選手。ポジションはポイントガード。

## 来歴

### 生い立ち
フランスで生まれ育つ。両親は共に元バスケットボール選手であった。

### NBA以前

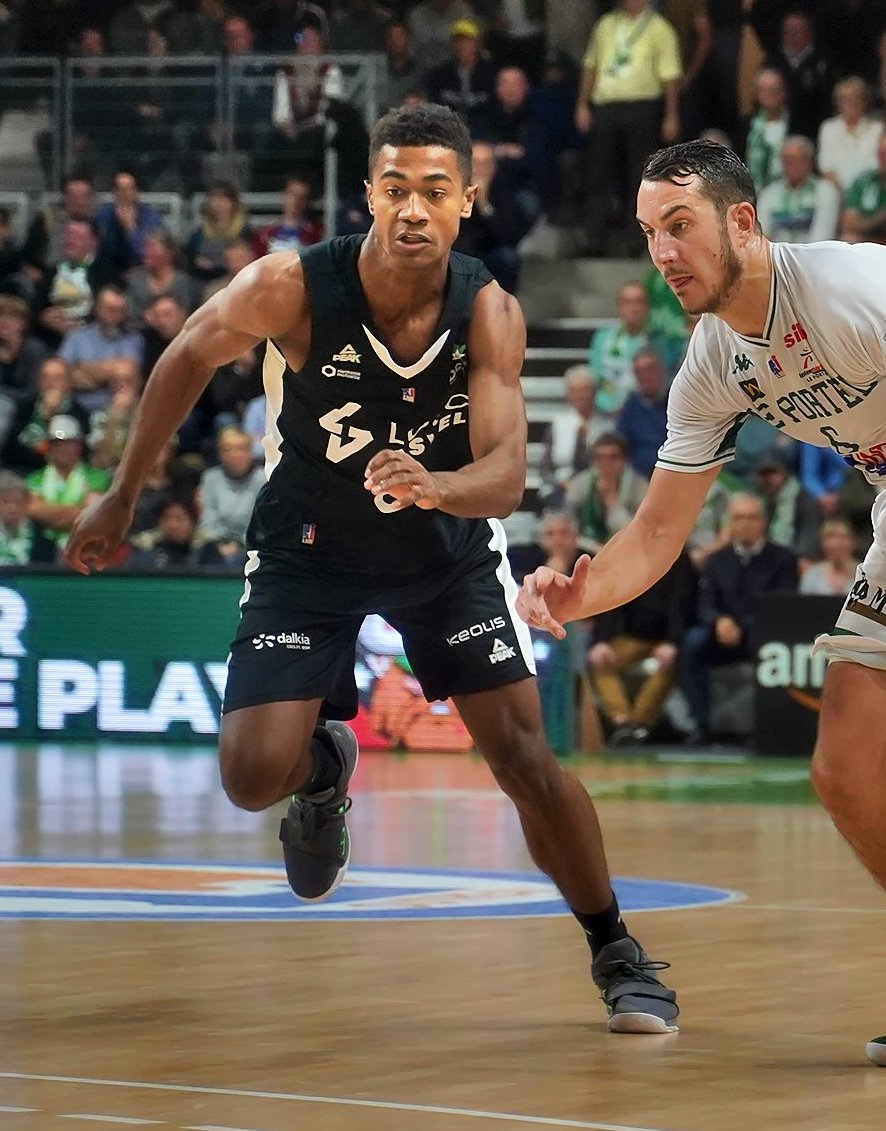
アスヴェルでのマレドン(左)

2017年にLNBのアスヴェル・バスケットのジュニアチームと契約し、2018年8月にアスヴェルのトップチームと3年契約を結んだ。
2019-20シーズンは平均7.3得点、2.7アシスト、1.9リバウンドの成績を記録し、この年のオフに2020年のNBAドラフトにエントリーした。

### NBAでのキャリア(2020-2024)

#### オクラホマシティ・サンダー（2020-2022）
2020年11月18日に行われたドラフトにおいて、全体34位でフィラデルフィア・セブンティシクサーズから指名を受けた。その後、12月8日にトレードで交渉権がオクラホマシティ・サンダーに移り、翌日にサンダーと契約した。

#### シャーロット・ホーネッツ（2022-2023）
2022年10月15日、シャーロット・ホーネッツと2way契約を結んだ。

### ヨーロッパ復帰(2024-)

#### アスヴェル・バスケット(2024-2025)
2024年8月14日、アスヴェル・バスケットへの復帰が発表された。

#### レアル・マドリード・バロンセスト(2025-)
2025年7月7日、ユーロリーグとリーガACBに所属するレアル・マドリード・バロンセストへの加入が発表された。契約期間は2年。

## NBA個人成績

### レギュラーシーズン
| シーズン | チーム   | GP | GS | MPG  | FG%  | 3P%  | FT%  | RPG | APG | SPG | BPG | PPG  |
| -------- | -------- | -- | -- | ---- | ---- | ---- | ---- | --- | --- | --- | --- | ---- |
| 2020–21  | OKC      | 65 | 49 | 27.4 | .368 | .335 | .748 | 3.2 | 3.5 | .9  | .2  | 10.1 |
| キャリア | キャリア | 65 | 49 | 27.4 | .368 | .335 | .748 | 3.2 | 3.5 | .9  | .2  | 10.1 |

### プレーオフ
- 出場なし